# Palau Pàvlovsk
El Palau Pàvlovsk (en rus Павловский дворец, Pàvlovski dvorets) o, simplement, Pàvlovsk (Павловск, Pàvlovsk) fou una de les principals residències de la família imperial de Rússia, avui convertida en un museu estatal. Situada a la riba del riu Slavianka, se situa a escassos tres quilòmetres del conjunt de palaus de Tsàrskoie Seló, i pertany al municipi de Sant Petersburg.

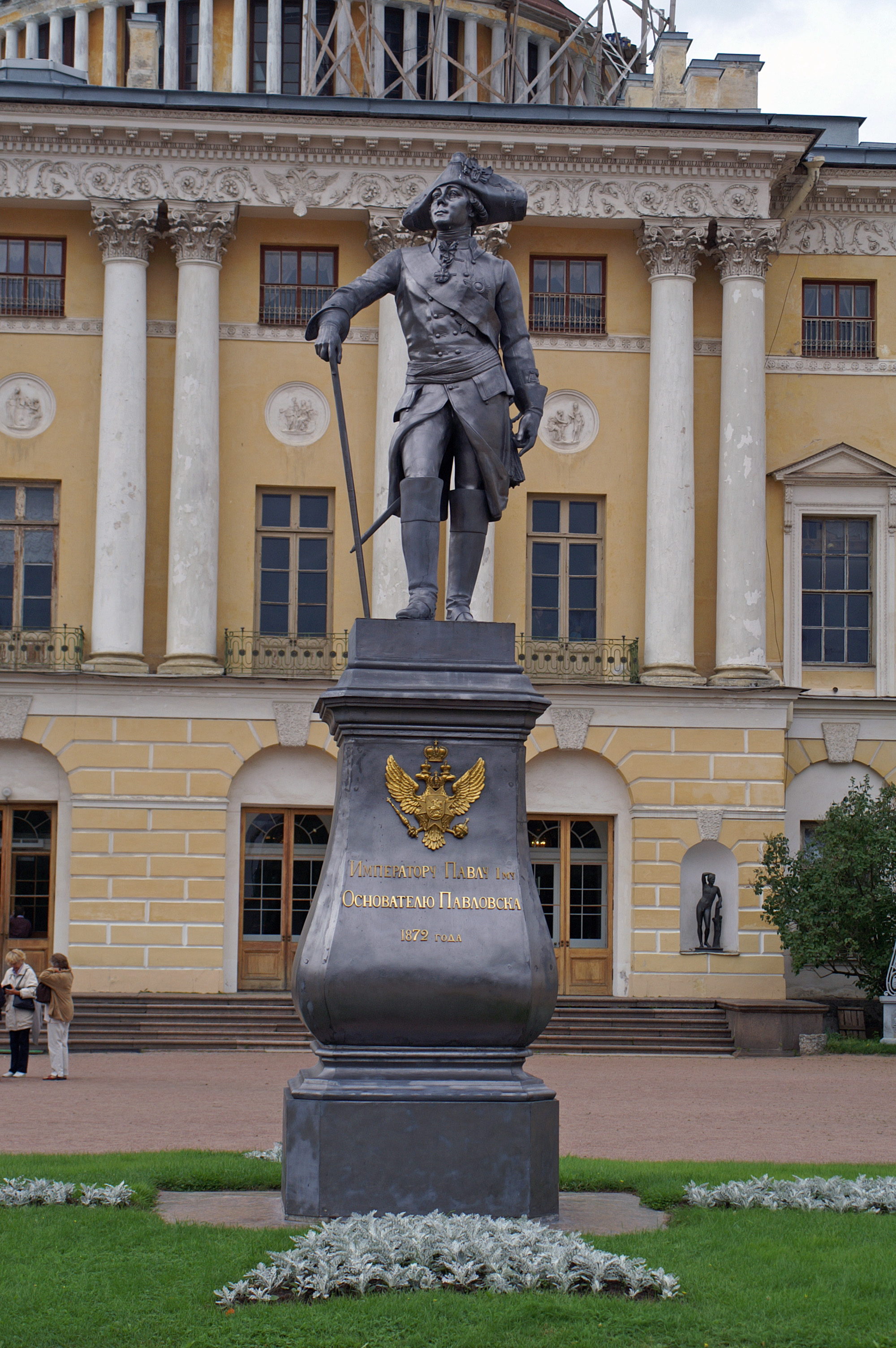
Estàtua de Pau I davant el palau

Iniciat l'any 1777 pel tsarevitx i després tsar Pau I de Rússia com una residència campestre prop de la fastuosa residència de la seva mare, la tsarina Caterina II de Rússia, a Tsàrskoie Seló, el palau es veié influït per la visita que Pau I de Rússia i la princesa Sofia de Württemberg realitzaren a Europa, en què visitaren França, Itàlia i Àustria. Especialment influí en el castell els records que els joves prínceps russos tenien de la seva estada a París, on havien estat rebuts pel rei Lluís XVI de França i l'arxiduquessa Maria Antonieta d'Àustria.
Entre aquells qui contribuïren a la construcció i decoració del Palau Pàvlovsk s'hi troben els arquitectes Charles Cameron, Vincenzo Brenna, Giacomo Quarenghi, Andrei Voronikhin i Carlo Rossi. Al palau hi ha obres dels escultors Ivan Prokófiev, Ivan Martos, Mikhaïl Kozlovski, Fiódor Gordéiev i Vassili Demut-Malinovski. També hi ha obres dels pintors Giovanni Scotti, Andrei Martínov i Johann Mettenleiter.
El palau, en forma de semicercle, està plenament integrat en un enorme parc d'estil anglès que contribueix a fer de la senzilla estructura de Pàvlovsk un edifici majestuós. El palau se situa a dalt d'un turó, per la qual cosa rep els primers rajos de sol del dia, cosa que contribueix a donar un aire senyorial al castell.
Entre les habitacions interiors més destacades hi ha el Vestíbul Egipci, la Sala Grega i la Italiana.
A la mort del tsar Pau I el palau passà al gran duc i després tsar Nicolau I, que en el seu moment el deixà al seu segon fill, el gran duc Constantí. El palau restà en mans de la branca Konstantínovitx dels Romànov fins que fou expropiat pel govern bolxevic l'any 1917.